# Sungai Kuti
Sungai Kuti is een bestuurslaag in het regentschap Rokan Hulu van de provincie Riau, Indonesië. Sungai Kuti telt 1529 inwoners (volkstelling 2010).